# Metro van Peking

Het lijnennet begin 2024

De metro van Peking (Chinees: 北京地鐵) is een systeem van 27 lijnen (begin 2024) die door het centrum en de voorsteden van Peking gaat. Samen zijn de lijnen 836 kilometer lang. Het metronet telt 381 stations. Van deze stations bedienen er 9 drie lijnen, en 71 bieden overstapmogelijkheden tussen twee lijnen. Het systeem was het eerste metrostelsel in China en werd in 1969 geopend. Op 19 juli 2008 werden er drie nieuwe lijnen geopend met het oog op de Olympische Zomerspelen 2008. Jaar na jaar worden nieuwe lijnen toegevoegd. In 2018 werden 3,85 miljard personen vervoerd, op 12 juli 2019 werden op een dag 13,75 miljoen personen vervoerd wat alvast tot in 2024 het voorlopige lijnrecord was. In de loop van 2023 werd het metronetwerk na lijnverlengingen het langste ter wereld, een titel die tot dan ging naar de metro van Shanghai.
| Lijn                 | Kleur       | Van ↔ naar                                                | Openingsjaar | Laatste verlenging | Lengte  | Stations |
| -------------------- | ----------- | --------------------------------------------------------- | ------------ | ------------------ | ------- | -------- |
| Lijn 1 & Batonglijn  | Donkerrood  | Pingguoyuan - Huanqiu Dujiaqu (Universal Resort)          | 1969         | 2021               | 50,9 km | 36       |
| Lijn 2               | Blauw       | Xizhimen - Xizhimen (lus)                                 | 1969         | 1987               | 23,1 km | 18       |
| Lijn 4 & Daxinglijn  | Turquoise   | Anheqiao Noord - Tiangongyuan                             | 2009         | 2010               | 49,4 km | 35       |
| Lijn 5               | Lila        | Tiantongyuan Noord - Songjiazhuang                        | 2007         | -                  | 27,6 km | 23       |
| Lijn 6               | Donkergeel  | Jin'anqiao - Lucheng                                      | 2012         | 2018               | 54,4 km | 32       |
| Lijn 7               | Creme       | Beijing West Station - Huanqiu Dujiaqu (Universal Resort) | 2014         | 2021               | 40,3 km | 30       |
| Lijn 8               | Groen       | Zhuxinzhuang - Nationaal kunstmuseum van China - Yinghai  | 2008         | 2021               | 49,5 km | 34       |
| Lijn 9               | Helgroen    | Guogongzhuang - Nationale bibliotheek                     | 2011         | 2012               | 16,5 km | 13       |
| Lijn 10              | Helblauw    | Bagou - Chedaogou                                         | 2008         | 2013               | 57,1 km | 45       |
| Lijn 11              | Lila        | Jin'anqiao - Xinshougang (Shougang Park)                  | 2021         | 2023               | 2,9 km  | 4        |
| Lijn 13              | Geel        | Xizhimen - Dongzhimen                                     | 2002         | 2003               | 40,9 km | 17       |
| Lijn 14              | Roze        | Zhangguozhuang - Beijing South Station - Shan'gezhuang    | 2013         | 2021               | 47,3 km | 33       |
| Lijn 15              | Bruin       | Qinghuadongluxikou - Fengbo                               | 2010         | 2014               | 41,4 km | 20       |
| Lijn 16              | Groen       | Beianhe - Yuyuantan Dongmen (Yuyuantan Park East Gate)    | 2016         | 2023               | 48,9 km | 29       |
| Lijn 17 (Noord)      | Blauw       | Future Science City North - Workers' Stadium              | 2023         | -                  | 24,9 km | 9        |
| Lijn 17 (Zuid)       | Blauw       | Shilihe - Jiahuihu                                        | 2021         | -                  | 16,5 km | 7        |
| Lijn 19              | Lila        | Mudanyuan - Xingong                                       | 2021         | 2022               | 22,4 km | 10       |
| Yizhuanglijn         | Paars       | Songjiazhuang - Treinstation Yizhuang                     | 2010         | 2018               | 23,3 km | 14       |
| Fangshanlijn         | Oranje      | Yancun Oost - Dongguantou Nan                             | 2010         | 2020               | 31,8 km | 16       |
| Yanfanglijn          | Oranje      | Yancun Oost - Yanshan                                     | 2017         | -                  | 14,4 km | 9        |
| Changpinglijn        | Roze        | Station Qinghe - Changping Xishankou                      | 2010         | 2023               | 43,2 km | 18       |
| Capital Airport lijn | Grijs       | Dongzhimen - Capital Airport                              | 2008         | 2021               | 29,9 km | 5        |
| Daxing Airport lijn  | Donkerblauw | Caoqiao - Daxing Airport                                  | 2019         | -                  | 41,4 km | 3        |
| S1                   | Bruin       | Pingguoyuan - Shichang                                    | 2017         | 2021               | 10,2 km | 8        |
| Xijiao LRT           | Rood        | Bagou - Fragant Hills                                     | 2017         | -                  | 8,8 km  | 6        |
| Yizhuang T1          | Rood        | Qu Zhuang - Dinghai Yuan                                  | 2020         | -                  | 11,9 km | 14       |

De lijnen 2 en 10 zijn gesloten lussen die in een respectievelijk klein en groter ringvormig traject door Peking lopen. Lijn 13 is een boogvormige noordelijke uitbreiding op het traject van lijn 2 met beide terminusstations gemeenschappelijk met lijn 2. Lijn 13 dwarst eveneens in twee stations het traject van lijn 10. De lijnen 1 en 6 zijn oost-westverbindingen, de lijnen 4, 5, 8 en 9 zijn noord-zuid trajecten.
Lijn 15 is een aftakking door de voorsteden op lijn 13 in het noordoosten van de hoofdstad. De Batonglijn is een voorstadslijn en de oostelijke verlenging van lijn 1. Sinds 29 augustus 2021 worden beide lijnen ook als een lijn door doorrijdende metrostellen bediend. De Changpinglijn is zo een noordelijke aftakking op lijn 13, de Daxinglijn verlengt lijn 4 in het zuiden (en wordt sinds 2021 ook met doorrijdende stellen bediend), de Fangshanlijn biedt transport ten zuidwesten van de zuidelijke terminus van lijn 9, De Yizhuanglijn is een lightrailverbinding aan het zuidelijke eindstation van lijn 5, en loopt van hier verder in zuidoostelijke richting.
De stations van de lijnen 5 en 10 waren de eerste stations van een nieuwe generatie. Deze stations hebben afgeschermde rails door middel van schuifdeuren en glazen wanden. Deze zullen ook worden gebruikt in nieuwe lijnen die worden gebruikt.
Op de huidige lijnen 13, 1 en 2 wordt zowel met oude metrostellen als moderne metrostellen gereden.

## Prijs van de metrokaartjes
Een enkele reis kostte tot 2015 2 Yuan, wat overeenkomt met € 0,20. Hiermee kon door heel Peking gereisd worden. Vanaf 2015 zijn er verschillende tarieven in functie van de lengte van het traject met een minimumprijs van 3 Yuan, gaande tot maximum 10 Yuan voor een afstand van meer dan 92 km. Een enkele reis naar het Capital vliegveld kost 25 Yuan, wat overeenkomt met € 2,50, naar Daxing Airport zijn tarieven tussen 10 en 50 Yuan. Men kent in Peking geen abonnementen en geen controleurs in de metro's. Er zijn voor € 2,- speciale kaarten te koop die zijn op te waarderen. Deze kaarten, IC-kaarten genoemd, kunnen zowel op de bussen als op de poortjes van de metro worden gebruikt.